# Poděbradská (Praha)
Poděbradská je ulice ve Vysočanech a Hloubětíně na Praze 9 a 14. Spojuje křižovatku Harfa, to jest křižovatku ulic Českomoravská, K Žižkovu, Freyova s ulicí Chlumeckou. Na východním konci Poděbradské do roku 1968, kdy byly Kyje připojeny k hlavnímu městu, končila Praha. Ulice má od Harfy průběh přibližně severovýchodovýchodním směrem. Ve vysočanském úseku do ní od západu postupně ústí ulice U Harfy, Čerpadlová, Kabešova, Podkovářská, V Předním Hloubětíně a nakonec ji protíná ulice U Elektry, která je také hranicí katastrálních území. V hloubětínském úseku do ní ústí Nademlejnská, Na Obrátce, dále Průmyslová a Kbelská, které jsou součástí rušného Průmyslového polookruhu, pak do ní ústí Anny Čížkové, Pod Turnovskou tratí, Hloubětínská, Chvalská, poté ji protíná Slévačská, následně do ní ústí Lehovecká, Kolbenova a nakonec Cíglerova.

## Historie a názvy
Ulice kopíruje starou poděbradskou silnici, jejíž předchůdkyně existovala už ve středověku a po které do Prahy přijížděli i někteří čeští králové, kteří se v Hloubětíně občerstvili nebo dokonce přespali. Současný název pochází až z roku 1948. Do té doby se vysočanský úsek od roku 1906 nazýval Poděbradova podle českého krále Jiřího z Poděbrad, který vládl v letech 1458–1471. Hloubětínský úsek se původně označoval jako Hlavní silnice. V roce 1925 se přejmenoval na Poděbradskou podle středočeského lázeňského města Poděbrady, které leží na řece Labi.

## Zástavba
Do začátku 21. století měl západní úsek po Průmyslový polookruh industriální charakter. Výjimkou byly činžovní domy z počátku 20. století v Předním Hloubětíně kolem ulic V Předním Hloubětíně a Kolmá. Jak název napovídá, tato lokalita bývala součástí Hloubětína, hranice mezi katastrálními územími však byla v roce 1946 posunuta více na východ, takže Přední Hloubětín leží ve Vysočanech. Od roku 2005 probíhala na severní straně ulice výstavba velkého bytového projektu společnosti Finep nazvaného Nová Harfa, který nabídl na ploše 5,5 hektarů přibližně 2 tisíce bytů. Projektovala ho kancelář AHK architekti. Na jižní straně je velký komplex podniku Tesla (původně Elektra), který se má také proměnit v rezidenční čtvrť. U ulice Nademlejnská překonává Poděbradská říčku Rokytku. O kousek dále, kde vedla železniční vlečka, vede nad Poděbradskou po novém mostě cyklistická stezka A26. U tramvajové smyčky a zastávky Starý Hloubětín odbočuje tramvajová trať také na sever do vozovny Hloubětín a směrem do Kolbenovy.
Hloubětínský úsek od Průmyslového polookruhu (Kbelská, Průmyslová) má rezidenční charakter. Na severní straně leží Nový Hloubětín, zatímco na jižní straně je Starý Hloubětín. První ulice od tramvajové smyčky, která z Poděbradské vycházela směrem na jih, byla Podkostelní, ta však v roce 1984 zanikla. Poděbradská se v 60. letech 20. století upravovala a rozšiřovala, a proto bylo zbořeno několik domů Starého Hloubětína. Z kulturních památek je třeba zmínit Starou hospodu čp. 1 nebo usedlosti čp. 18, 19 a 20. Na hlavním hloubětínském veřejném prostranství, které se do roku 1990 jmenovalo Vetiškovo náměstí, je stanice metra, supermarket, obchody, lékárny a restaurace. Do roku 2023 zde bývala i pobočka pošty (Praha 94). Pod ulicí zde vede podchod. Dále na východ je podél Poděbradské sídliště Hloubětín z let 1961–1965. Výškovou dominantou je obytný dvanáctipodlažní věžový dům s plochou střechou čp. 590/95. Na severní straně u křižovatky se Slévačskou je Ubytovna Areál Hloubětín (bývalá ubytovna ČKD) z roku 1980, na protější straně je Park Hloubětín, developerský projekt energeticky pasívních novostaveb z let 2014–2016. Konečně vedle tramvajové smyčky a zastávky Lehovec je na jižní straně sídliště Poděbradská z 80. let 20. století.
V obou úsecích ulice je také několik čerpacích stanic.

## Budovy a instituce

### Západní úsek – Vysočany a Hloubětín (Praha 9)
- Střední škola - Centrum odborné přípravy technickohospodářské, Praha 9 (SŠ-COPTH), Poděbradská 179/1.[9] Škola byla otevřena 1. září 1950 původně jako Středisko pracujícího dorostu při ČKD Stalingrad.
- Čajovna Kartograf, Poděbradská 225/4
- Nová Harfa, Poděbradská 777/9, obytný komplex.
  - Vysočanská spalovna čp. 777 stávala v těchto místech původně. Podnik byl vybudován v letech 1931–1933 podle návrhu architekta Františka Roitha (1876–1942) a pozdějšího profesora pražské techniky Františka Faltuse (1901–1989). Fungovala jako spalovací stanice odpadků, teplárna a elektrárna. Ve své době se jednalo o zařízení nejvyšší úrovně. Financovala ji pražská obec ze zahraničního úvěru. Do provozu byla uvedena 15. ledna 1934. Po druhé světové válce často měnila příslušnost k nadřízeným podnikům. V letech 1959–1982 prošla spalovna rekonstrukcí. Po pádu komunismu se stala akciovou společností Spalovna Praha-Vysočany, a. s. Provoz byl však 6. června 1997 ukončen a nakonec v roce 2003 byly zbourány i budovy.[10][11]

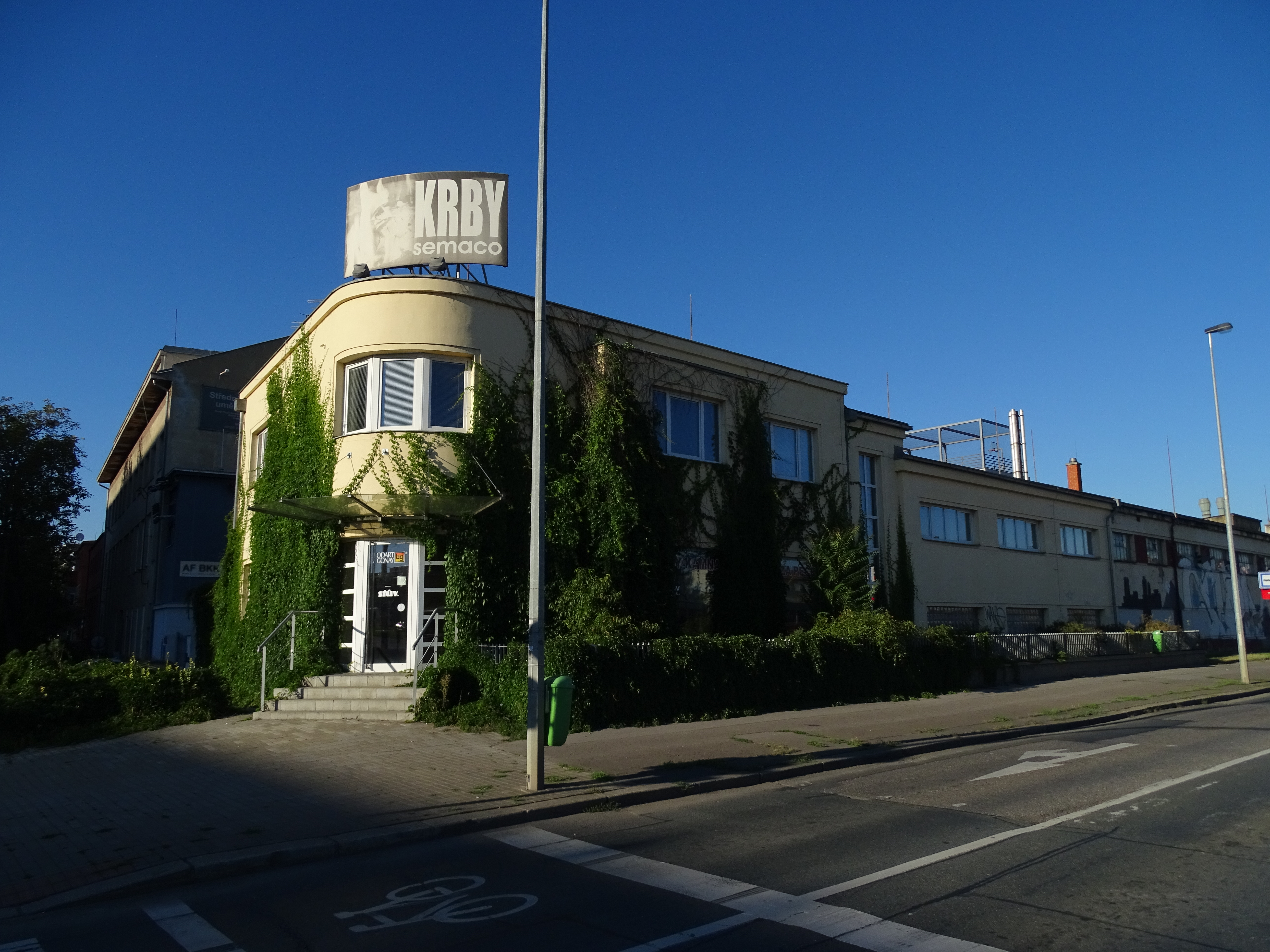
Původně administrativní budova se zaobleným nárožím továrny barev Weissberger

- Areál Podkovářská – tiskárna AF BKK, Poděbradská 674/11, Podkovářská 2. Původně zde bývala továrna barev Weissberger, která byla založena v roce 1891 v Městečku na Sázavě. Od počátku 20. století působila v Kozolupech na Plzeňsku. Ve Vysočanech si firma nechala postavit patrové skladiště zakončené administrativní částí se zaobleným nárožím. Komplex dotvářela menší samostatná dílna, kde se vyráběly obaly.[12] Ve 30. letech 20. století se firma rozhodla přenést výrobu do Vysočan a přikoupila úzký kus pozemku mezi strojírnou Jindřich Vitouš a syn a továrnou na pilníky Rudolfa Unruha.[13] Na něm nechal v roce 1934 majitel vysočanské pobočky František Polák zbudovat čtyřpodlažní nepodsklepenou budovu pro výrobu tiskařských barev s dominantní nosnou konstrukcí železobetonového trámečkového skeletu a charakteristickými továrními tabulkovými okny.[12][14] V éře socialismu zde bylo sídlo Výzkumného ústavu barev a laků a poté firma Lavis. V letech 2005–2008 byl čtyřpodlažní objekt přestavěn podle plánů architektů Martiny Buřičové a Štěpána Kubíčka z architektonického studia Caraa. V severní polovině objektu byla přistavena nástavba, v jižní polovině na střeše vznikla terasa a venkovní sportovní hřiště.[14] Tato přestavba získala cenu Grand Prix architektů v kategorii rekonstrukce.[15]
- Střední škola - Centrum odborné přípravy technickohospodářské, Praha 9 (SŠ-COPTH), Poděbradská 508/12.[9] Před sloučením se SŠ-COPT v roce 2007 zde bývalo Střední odborné učiliště energetické Poděbradská 12.
- Bývalá dýhárna Orel, Poděbradská 540/26. Továrnu na dýhy založil Richard Jirát. Původně sídlila v Nižboru (tehdy zvaném Nová Huť pod Nižborem), ale zničil ji požár. Na toto místo byla přestěhována v roce 1928. Majitelé z obavy před Hitlerem odešli v roce 1938 do zahraničí. Po okupaci byla výroba podřízena válečným potřebám, vyráběly se zde letecké překližky a pažby zbraní. Areál tvořily dílny, pila a kanceláře. Na Květnou neděli 25. března 1945 byla při americkém bombardování poškozena. Dýhy značky Orel se zde vyráběly i po válce. V roce 2003 byly objekty upraveny pro potřeby tiskárny.[16] V současnosti (2019) je zde ubytovna Bohemia, která nabízí pokoje pro krátkodobý i dlouhodobý pobyt.[17]
- Obchodní a administrativní centrum Ptáček (OAC Ptáček-Poděbradská), Poděbradská 1020/30 (severní objekt) a Poděbradská 1016/32 (jižní objekt), bylo postaveno na ploše přibližně 33 tisíc metrů čtverečních v prostoru bývalého ČSAD Vysočany. Samotné výstavbě předcházela demolice 23 objektů, které bývaly využívány jako garáže, sklady, servis, čerpací stanice pohonných hmot a pro administrativu, a sanace starých ekologických zátěží. Areál tvoří dvojice budov. Zatímco Obchodní centrum v jižní části blíže trati, které bylo dokončeno v roce 2019, nabízí instalatérský, topenářský a koupelnový sortiment pro technické zařízení budov, v Retail parku blíže Poděbradské dokončeném v roce 2020 je umístěno rozsáhlé koupelnové studium, dále zde jsou obchodní, skladové a výstavní prostory, v horních patrech kanceláře a služební byty.[18]
- Retailpark Poděbradská, Poděbradská 1011/46a. Supermarket, obchody a rychlé občerstvení. Otevřen 29. května 2018.[19]
- Továrna na margarín Sana, Poděbradská 88/55. Továrna byla postavena v 90. letech 19. století.[20] Po druhé světové válce se výroba přesunula na Slovensko a zdejší provozovny převzal Průmysl trvanlivého pečiva.[21] Na fasádě je pamětní deska s majuskulním nápisem: Padlým hrdinům našeho závodu / 1939–1945 / Marie Kovárníková / Vlastimil Pangrác / Josef Zdvíhal / Na věčnou paměť / Sana národní podnik Praha.[22]
- Tesla, Poděbradská 186/56. Komplex vznikl ve 20. letech 20. století jako továrna na žárovky Elektra, která byla založena v roce 1921. V roce 1932 ji koupila nizozemská firma Philips. Po druhé světové válce byla firma znárodněna a fungovala jako Tesla, n. p., závod Julia Fučíka.[4] Vyráběly se zde rozhlasové a televizní přijímače a vysílací technika (vysílače). V prvních dvou desetiletích 21. století v areálu kromě skladů a kanceláří byla výroba telekomunikační techniky společnosti Tesla, která je porevolučním pokračovatelem původního národního podniku. V roce 2017 koupil areál od společnosti Tesla Properties developer Central Group.[23] Tesla se z Hloubětína přestěhovala a od 1. ledna 2021 sídlí na adrese Rubeška 215/1 ve Vysočanech.[24] V areálu začala v polovině března 2021 demolice objektů. Central Group, developerská firma miliardáře Dušana Kunovského v lokalitě chystá rezidenční projekt Tesla Hloubětín, v rámci kterého zde vznikne 18 nových domů pro čtyři a půl tisíce lidí.[25]

### Východní úsek – Hloubětín (Praha 14)
- Rezidence Hloubětín, Kbelská 1152/2; bytový dům z let 2019–2021 o rozloze 601 metrů čtverečních s 34 byty, 2 ateliéry a 3 komerčními prostorami v přízemí. Byty jsou o dispozici 1+kk až 3+kk v 5 nadzemních podlažích s výtahem. V domě a u domu je 33 parkovacích stání. Fasáda je opatřena čistě bílým opláštěním ve tvaru vlnek. Dům má energetickou náročnost kategorie B. Dům postavil developer Gartal.[26]
- Věžový dům, Poděbradská 590/95, dvanáctipodlažní dominanta sídliště Hloubětín
- Usedlost čp. 18, Poděbradská 18/104; kulturní památka, kdysi Wagnerovský grunt.
- Usedlost čp. 19, Poděbradská 1/106; kulturní památka, kdysi Antochův grunt.
- Usedlost čp. 20, Hloubětínská 17; kulturní památka. Kdysi Wagnerův statek, v současnosti hotel Bella.[27]
- Stará hospoda, Poděbradská 1/110; kulturní památka. V objektu je provozována restaurace Na staré hospodě.[28]
- Pošta Praha 94, Poděbradská 489/116
- Ubytovna Areál Hloubětín, Slévačská 744/1. Původně Ubytovna pro pracovníky ČKD, dokončena byla v roce 1980. Projektoval ji architekt Radim Dejmal.[29] V současnosti ubytovna nabízí 1640 lůžek pro dlouhodobé ubytování.[30]
- Park Hloubětín, Poděbradská 1108/162, Slévačská 1b a 1c, developerský projekt energeticky pasívních novostaveb z let 2014–2016.[31]
- Budova hloubětínského akcízu, Poděbradská 185/218. Potravní daň na čáře neboli akcíz (daň z potravin přivezených do velkých měst), jakýsi předchůdce spotřební daně, byla na území českých zemí uplatňována do roku 1942. Sousední Kyje se staly součástí hlavního města Prahy až v roce 1968.

## Doprava
Na ulici funguje tramvajová doprava. Tramvajová trať byla do (Starého) Hloubětína z Harfy protažena v roce 1931 a v roce 1976 byla protažena až na Lehovec. Na ulici jsou následující tramvajové zastávky Kabešova, Podkovářská, U Elektry, Nademlejnská, Starý Hloubětín (do otevření stanice metra Hloubětín jen Hloubětín, za Protektorátu německy Tiefenbach), vedle zastávky v tramvajové smyčce byla v roce 2023 otevřena ještě nová zastávka pro linky, pro něž Starý Hloubětín není konečnou zastávkou, dále Kbelská (zrušena v roce 2023), Hloubětín (do roku 1999 Havana), Sídliště Hloubětín a Lehovec, kde je na konečné tramvajová smyčka.
Na bývalém Vetiškově náměstí je od roku 1999 stanice metra Hloubětín na lince B.

## Galerie

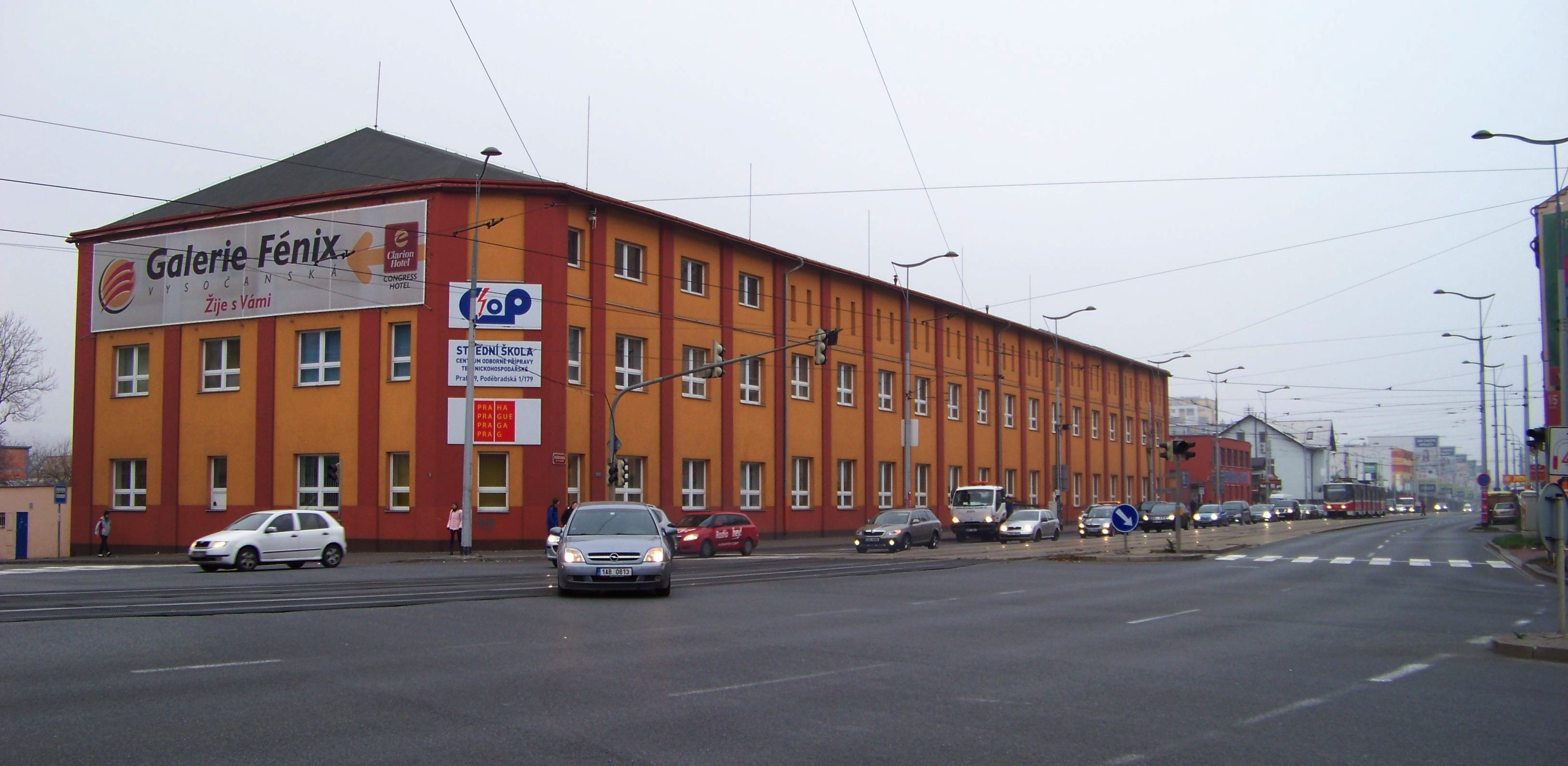
Střední škola - Centrum odborné přípravy technickohospodářské čp. 179.
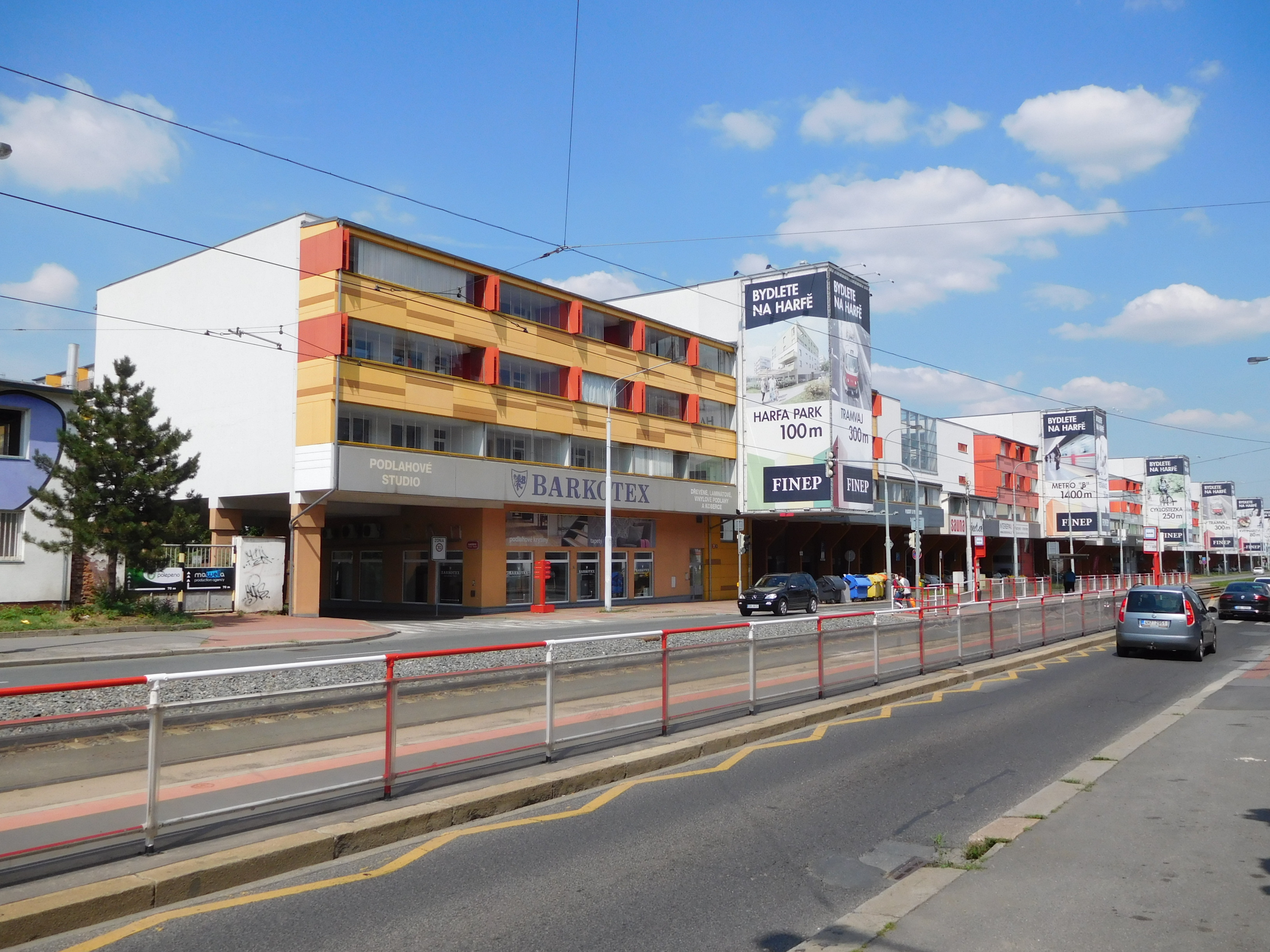
Nová Harfa, vlevo výjezd z ulice Kabešova
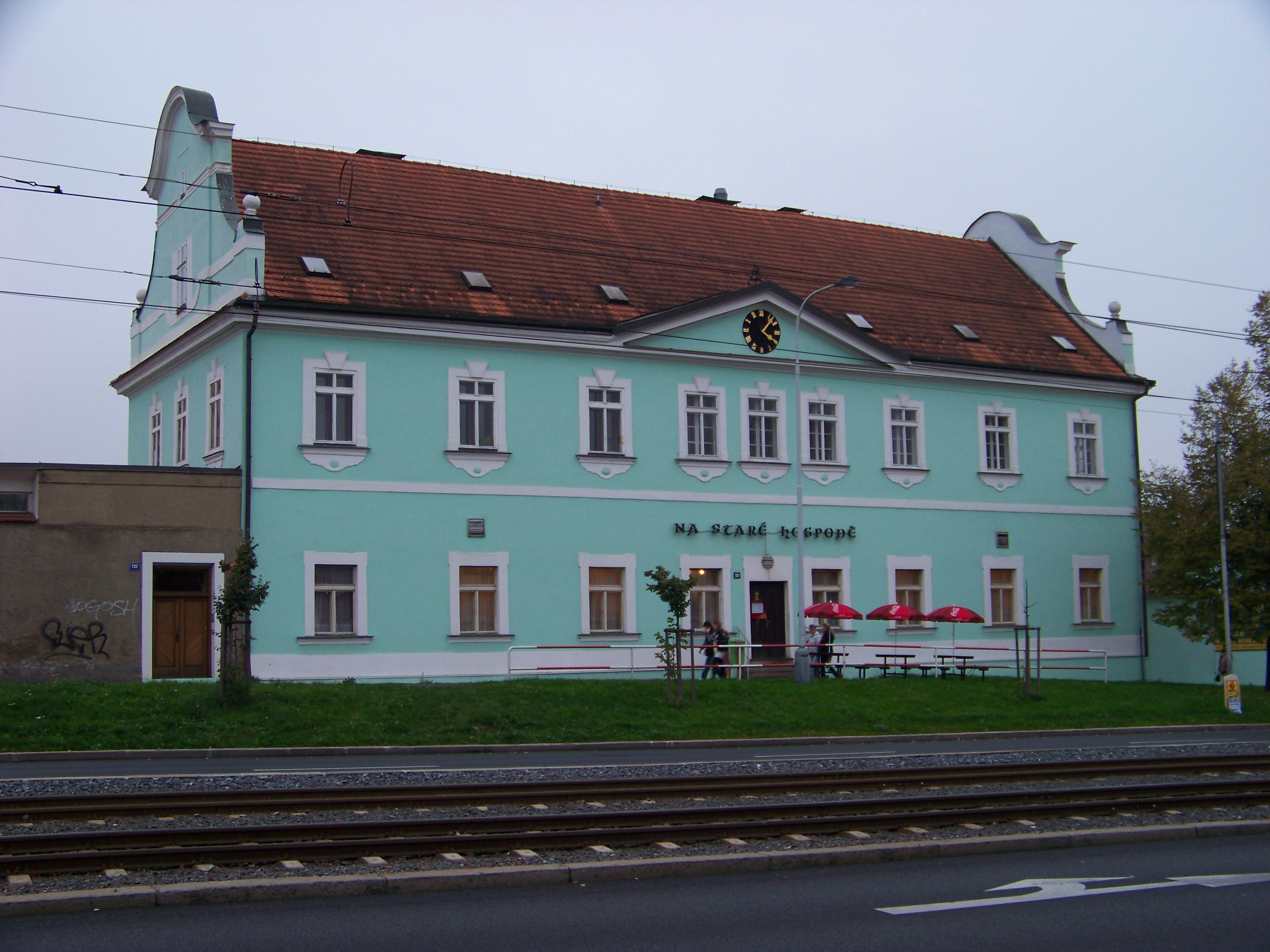
Stará hospoda čp. 1
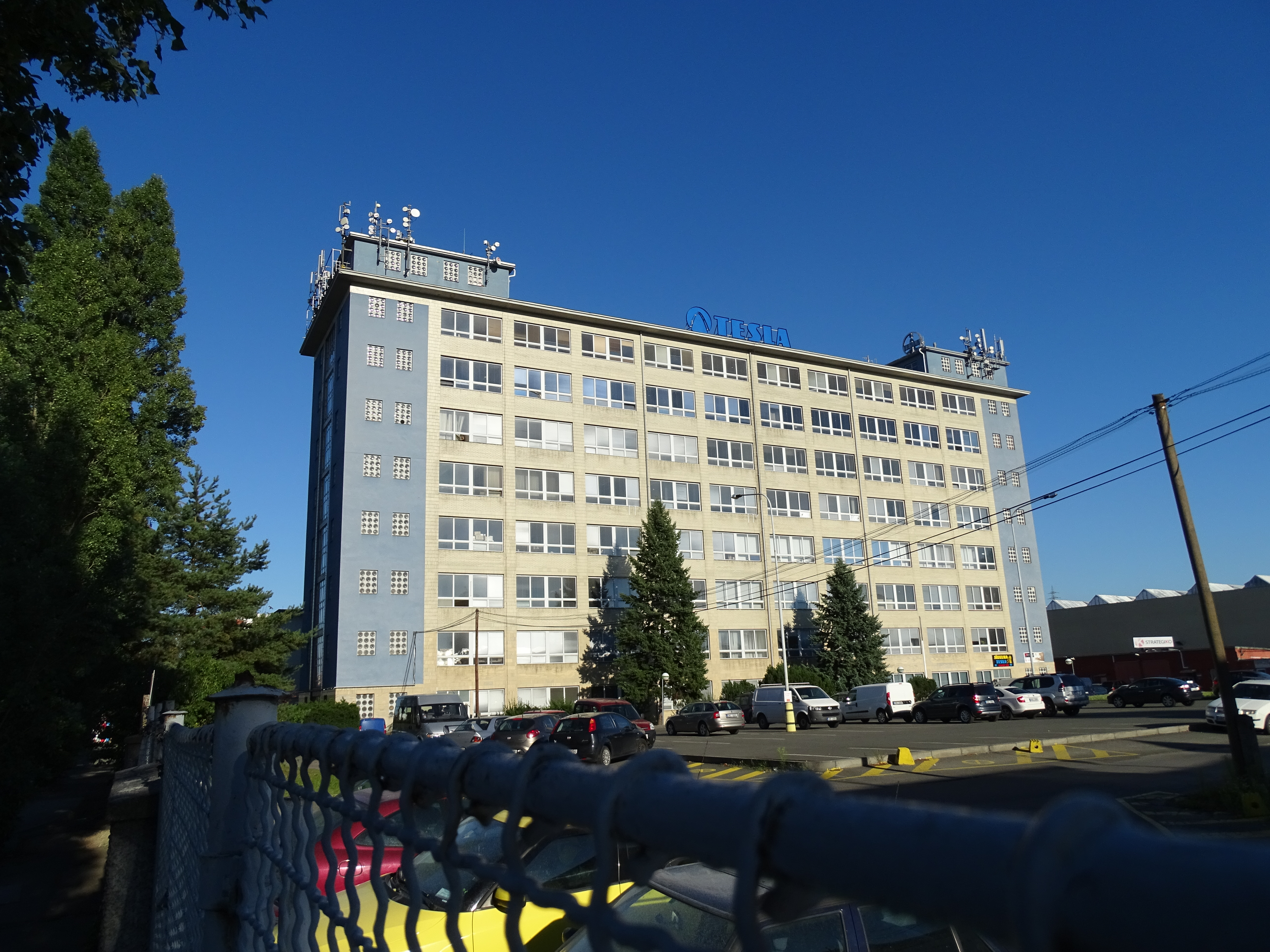
Výšková budova v areálu Tesly čp. 186. (zbořena v roce 2021)